# Frontera entre Grècia i Turquia
La frontera entre Grècia i Turquia és la frontera de 206 kilòmetres que separa Grècia de la República de Turquia. Segueix tres tipus de taçat: a Tràcia, un curs de riu (en dues seccions) al llarg del Maritsa i un curt viatge per terra fins al "triangle de Karaağaç" (porció de terra en la riba dreta del riu enfront d'Edirne) i al mar Egeu un llarg traçat marítim fins als traçats més complexosl, a causa de les moltes illes gregues, algunes de les quals estan situades a prop de les costes de l'Àsia Menor.

## Història

Frontera maritima de Grècia (aigües territorials en blau) i Turquia (en vermell) al Mar Egeu, amb aigües territorials a 6 milles.

Abans de les guerres balcàniques, el regne de Grècia, independent des de 1832, només tenia frontera terrestre amb l'Imperi Otomà a Epir i Tessàlia d'Arta a Volos, dues ciutats que es trobaven en territori otomà. Va tenir el seu primer canvi en 1881 en la Conferència de Constantinobla, després del Congrés de Berlín després de la guerra russoturca de 1877-1878: Grècia va obtenir la majoria de Tessàlia. La nova frontera va passar al sud de Ioannina i de l'Olimp.
Després de les guerres balcàniques, Grècia no tenia cap frontera terrestre amb l'Imperi Otomà, del qual n'era ser separat pel Regne de Bulgària. Després de la Primera Guerra Mundial, el Tractat de Neuilly (amb Bulgària) i el Tractat de Sèvres (amb l'Imperi Otomà) li va fer retrobar una, un part a la "línia de Çatalca", 70 km a l'oest de Constantinobla, i també a Jònia al voltant d'Esmirna a l'Àsia Menor.

Mapa de la frontera marítima junt a Kastelorizo, definida per convenció de 1932

La derrota a la guerra contra Turquia en 1922, es va establir definitivament la frontera terrestre al Tractat de Lausana de 1923, seguint el curs del Maritsa a partir d'un trifini greco-búlgara i turco-búlgara, situat sobre una illa fluvial de còdols abans de la localitat turca de Kapıkule, al nord-est d'Edirne.

Frontera greco-turca al voltant del Maritsa

El lliurament de la Dodecanès per Itàlia en 1947 finalment fixa la frontera marítima, amb l'excepció de dos illots deshabitats d'Imia que reivindica Turquia i que va intentar ocupar algunes vegades. El límit de les aigües territorials de 12 milles nàutiques d'acord amb la Convenció de Montego Bay (no ratificada per Turquia, perjudicada per aquestes normes) va ser establerta per Grècia a 6 milles nàutiques sota la pressió de les amenaces militars turcs en cas d'aplicació de la Convenció.

## Aspectes estratègics
L'Évros és considerat per l'exèrcit grec com la principal defensa natural contra Turquia. No obstant això, aquesta última obtinguda durant el Tractat de Lausana el "triangle de Karaağaç" a la riba dreta de l'Evros al nivell d'Edirne. Els militars grecs temen que aquest petit territori sigui utilitzat pels turcs per concentrar tropes de cara a un atac contra Grècia. La configuració de la plana costanera d'Evros afavoreix un possible avanç de les tropes terrestres enemigues. Una solució consisteix a desenvolupar un  poderosa armada per cobrir la plana costanera. Aquesta marina és encara més important, ja que la resta de la frontera amb Turquia és marítima.

## Punts de pas
Els principals passos fronterers terrestres situats al llarg del Maritsa, entre la província d'Edirne i el nomo d'Évros grec són:
- İpsala (Turquia) davant Kipoi (Grècia)
- Karaağaç (Turquia) davant Kastanies (Grècia)
- Uzunköprü (Turquia), pas fronterer ferroviari, davant l'estació fronterera de Pythion (Grècia)